# Maracaya
Maracaya ist eine Gattung der Spulwürmer mit vier Arten. Drei davon sind Parasiten im Dickdarm bei Schuppenkriechtieren in Südamerika, 2006 wurde erstmals eine Art außerhalb dieser Region, nämlich bei Chamaeleo inturensis in Afrika entdeckt.

## Merkmale
Maracaya hat eine einzigartige Struktur der Kutikula des Pharynx. Die drei großen Lippen sind ohne zungenartige Fortsätze um die Mundöffnung. Der Pharynx hat keine vorstülpbaren Kiefer, aber seine Kutikula ist zwischen den Lippen durch drei H-förmige Verstärkungen gekennzeichnet, eine bauchseitig und zwei seitlich-rückenseitig.

## Systematik
Maracaya wurde ursprünglich den Atractinae zugeordnet und sind dort auch in den CHI-Bestimmungsbüchern zu finden. Adamson and Baccam überführten die Gattung 1988 wegen der Verteilung der Kaudalpapillen sowie der Größe und Form der Ausscheidungspore zu den Cosmocercidae. Sie enthält folgende Arten:
- Maracaya africana Bouamer & Morand, 2006
- Maracaya belemensis Adamson & Baccam, 1988
- Maracaya graciai Díaz-Ungría, 1969
- Maracaya pusilla (Miranda, 1924)